# Бахчиев, Александр Георгиевич
Алекса́ндр Гео́ргиевич Бахчи́ев (27 июля 1930, Москва — 10 октября 2007, там же) — российский пианист, артист камерного ансамбля, концертмейстер, профессор Московской консерватории. Лауреат II премии конкурса III Всемирного фестиваля молодёжи и студентов (Берлин, 1951). Заслуженный артист РСФСР (1982). Народный артист Российской Федерации (2005).

## Биография
1948: окончил фортепианное отделение Московского музыкального училища им. М. М. Ипполитова-Иванова (класс И. Р. Клячко).
1953: окончил фортепианный факультет Московской консерватории (класс В. Н. Аргамакова, ассистент — И. Р. Клячко).
1953—1956: аспирантура Московской консерватории (руководитель Л. Н. Оборин).
1955—1995: солист Москонцерта.
В 1968 г. совместно со своей женой Е. Г. Сорокиной создал фортепианный дуэт, признанный «Золотым дуэтом России». Дуэт стал одним из первопроходцев в возрождении жанра фортепианного дуэта в России.
1990—2000: доцент кафедры камерного ансамбля и квартета Московской консерватории.
2000—2007: профессор кафедры камерного ансамбля и квартета Московской консерватории
В 1989 г. А. Г. Бахчиев и Е. Г. Сорокина были избраны президентами Всесоюзной ассоциации фортепианных дуэтов страны (с 1991 года — Всероссийской).
Похоронен в Москве на Новодевичьем кладбище. На его надгробном памятнике выгравированы начальные такты Фантазии фа минор для фортепиано в 4 руки Шуберта.

## Концертная деятельность
А. Г. Бахчиев гастролировал в России и за рубежом, в том числе в Германии, Израиле, США, Японии и других странах. Карьера пианиста не была громкой, значительную часть его концертной жизни занимали гастроли по городам России. В чрезвычайно обширный репертуар пианиста входили как общепризнанные произведения классиков, так и незаслуженно забытые или современные, ещё не исполненные сочинения. Мастер ансамблевого музицирования. Как ансамблист выступал с известными вокалистами (Нелли Ли, Галина Писаренко и др.)и инструменталистами.

## In Memoriam
- Первый Всероссийский конкурс фортепианных дуэтов «За роялем вдвоем» им. А. Г. Бахчиева (Вологда, 22 по 26 апреля 2008 г.).